# São Jorge (Uberlândia)

São Jorge é um grande bairro periférico da Zona Sul de Uberlândia, e está localizado à 10 km do centro da cidade. Mas o bairro está geograficamente na Zona Sudeste de Uberlândia. É formado pelos loteamentos Parque das Seringueiras, Parque São Gabriel, Residencial Campo Alegre, Parque São Jorge I, III e V, Residencial Viviane, Remanescente do Quinhão, Jardim das Hortênsias e Assentamento do Glória (atual bairro Élisson Prieto), sendo assim, juntamente com parte do Laranjeiras e Granada (bairros vizinhos), forma a região conhecida como Grande São Jorge. 

## Sobre o São Jorge
- O Grande São Jorge é bastante extenso e um dos mais populosos bairros de Uberlândia, nele se encontra bastante comércios, bancos, praças, escolas, unidades de saúde (como a UAI São Jorge, e unidades de UBSF - Unidade Básica de Saúde da Família)[3][4], espaços públicos, locais de assistência social, o Poliesportivo São Jorge, entre outros.
- Sua principal e mais conhecida via, é a Avenida Seme Simão, além de outras como as avenidas Serra do Espinhaço, Serra da Canastra, Serra do Mar e Das Moedas, ruas Taxista Fábio Cardoso, Ângelo Cunha, Altivo Ferreira Batista, Geralda Francisca Borges, entre outras.[5][6]

## Glória
- O Assentamento do Glória, que hoje faz parte do Grande São Jorge, era uma área que pertencia à Universidade Federal de Uberlândia (UFU), que após a invasão, foi cedida, para a população local. Hoje o local é chamado de Bairro Élisson Prieto, e fica às margens da rodovia federal BR-050, ao lado do Campus Glória, da UFU.[7]
- O local dessa invasão, ia ser parte do projeto da UFU, que abrigaria áreas de estudos, além de residências estudantis, a Escola Básica e hotel, entre outros.

## Acessos
- Os principais acessos do bairro ao centro, se dá pela Avenida Seme Simão, Avenida Vereador Carlito Cordeiro, Ruas Duque de Caxias e Rafael Marino Neto, e Avenida Nicomedes Alves dos Santos, além de outras como a Avenida João Naves de Ávila, Avenida Jaime de Barros, Alameda Raul Petronilho de Padua e Alameda Arnoldo de Almeida Castro.
- O São Jorge tem acesso também pelo Anel Viário Sul, que carece de melhorias, pois os acessos são de terra.[8]